# Schule an der Lessingstraße
Die Schule an der Lessingstraße in Bremen–Östliche Vorstadt, Ortsteil Steintor, ist eine Grundschule.
Das Gebäude Humboldtstraße 183 mit ehemaligen Taubstummenanstalt steht unter Bremer Denkmalschutz.

## Geschichte

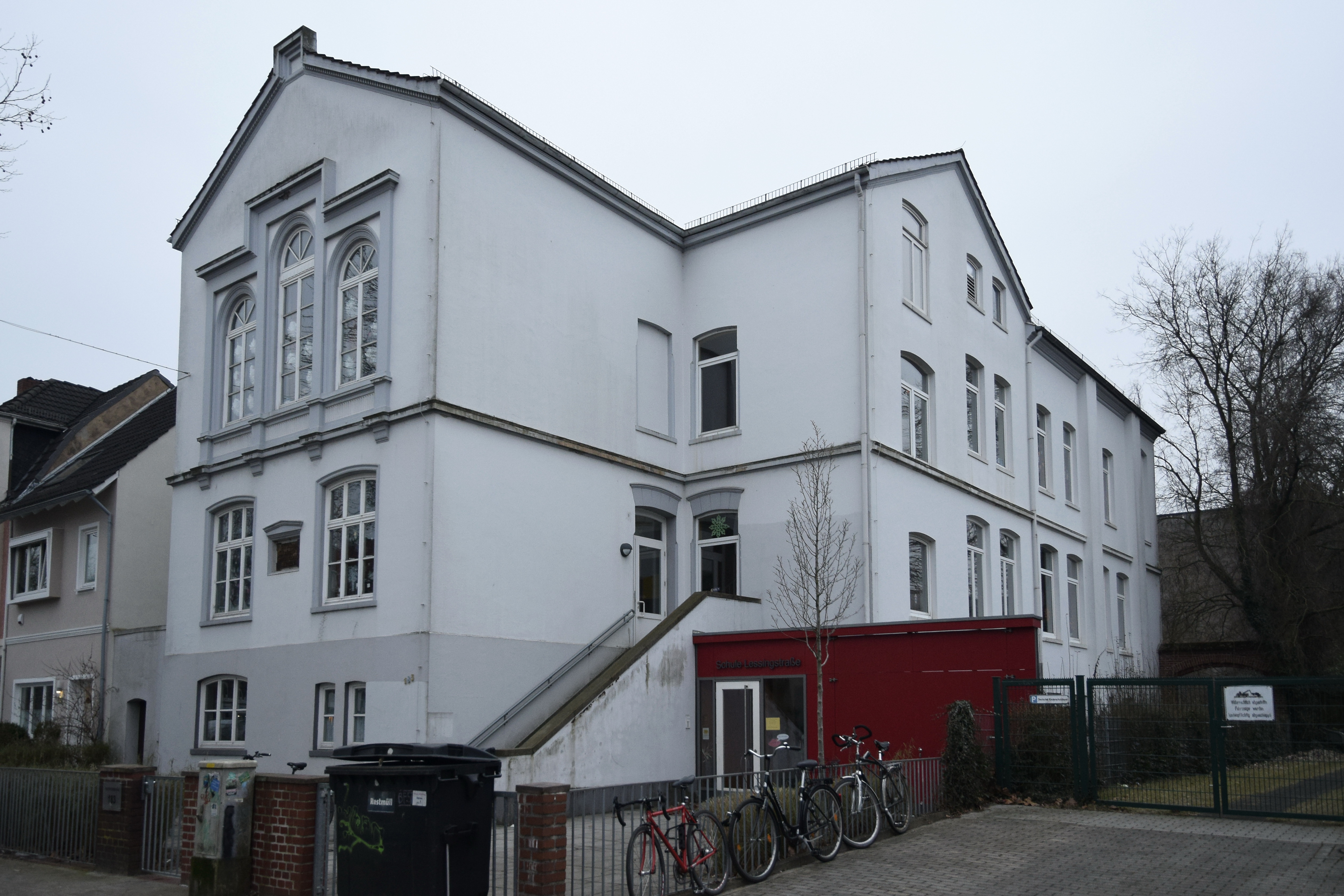
Gebäude Humboldtstraße 183

Ursprünglich war am Hulsberg 1840 eine Elementarschule von Jungfer Ohrt, die 1859 der Remberti-Schule unterstellt war. Seit 1868 war sie in gemieteten Räumen in der Friesenstraße untergebracht.
Das historisierende denkmalgeschützte Gebäude Humboldtstraße wurde 1861/62 von Lüder Rutenberg als Bremische Taubstummenanstalt erbaut. Teile der Anstalt wurden 1877 in eine Volksschule umgewandelt. 1883 nahm Friedrich Wilhelm Rauschenberg Erweiterungs- und Umbauarbeiten vor. Die Taubstummenanstalt wurde in der Weimarer Zeit verstaatlicht, 1938 in der NS-Zeit zur Gehörlosenschule und nach dem Zweiten Weltkrieg zur Taubstummenschule. Sie wurde so bis 1959 genutzt.
Von 1875 bis 1877 erfolgte in der Lessingstraße der dreigeschossige Bau mit einer Klinkerfassade im Stil der Gründerzeit, der die Schüler der Schule Friesenstraße aufnahm. Die Schule war eine entgeltliche Volksschule mit 16 Klassen. 1885 hatte sie 924 Schüler und bereits 1887 17 Klassen mit mehr als 1000 Schülern mit abnehmender Tendenz. 1922/26 erfolgte dann der Ausbau der Schule an der Schaumburger Straße für den gehobenen Zug für Mädchen, der 1931 an diese Schule verlegt wurde; die Lage an der Schule an der Lessingstraße konnte sich entspannen.
Im Zweiten Weltkrieg wurden im April 1944 Gebäudeteile durch Bomben schwer beschädigt; die Turnhalle wurde zerstört. Bis Herbst 1945 wurde die Schule jedoch ohne Turnhalle, wieder hergestellt.
Seit 1959 wurde der Schulkomplex nunmehr in allen Räumen als Grundschule genutzt. 1959/60 erhielt sie an der St.-Jürgen-Straße einen Erweiterungsbau unter einem Betonfaltendach nach Plänen von Peter Ahlers mit Aula, Turnhalle, Nebenräumen Werkraum und Verbindungsgang.
2002 waren rund 10 % Kinder mit Migrationshintergrund an der Schule. Die Schule ist seit 2007 eine gebundene Ganztagsschule. Im Oktober 2018 erhielt sie das Qualitätssiegel Internet-ABC-Schule.

## Baubeschreibung

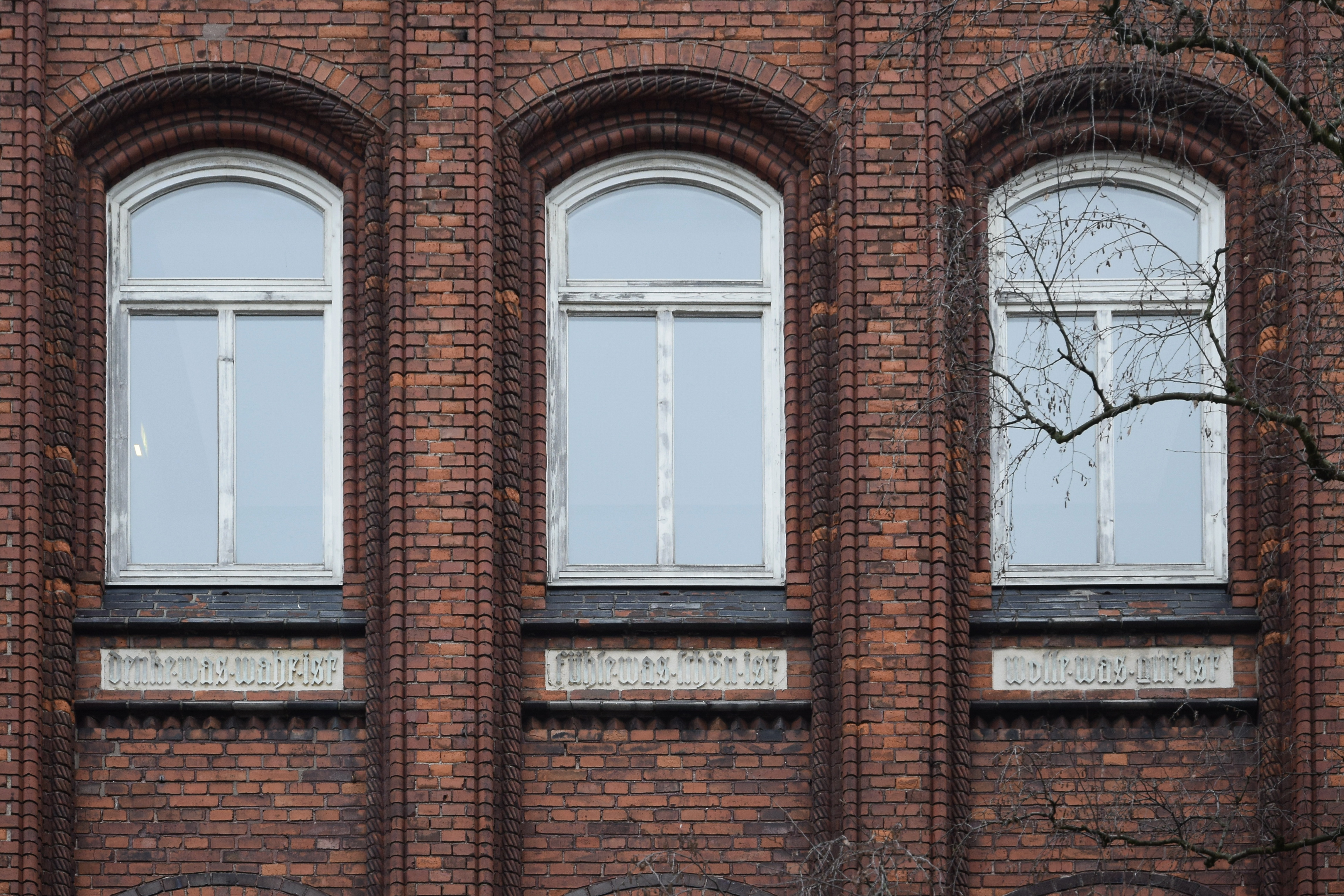
Inschrift: „Denke, was wahr ist. Fühle, was schön ist. Wolle, was gut ist.“

Das Gebäude trägt den Sinnspruch „Wir wollen zu Gott rufen, und der Herr wird uns helfen, Psalm 55,17“.
Die Schule besteht aus dem dreigeschossigen Hauptgebäude an der Lessingstraße 30–32 im historisieren Stil der Gründerzeit mit einem Giebelrisalit, dem Neubau von 1960 mit Turnhalle und Aula an der Sankt-Jürgen-Straße sowie einem weiteren Schulgebäude an der Humboldtstraße 183. Architektonisch bedeutsam ist die dekorative Bauform der straßenseitigen Fenster.

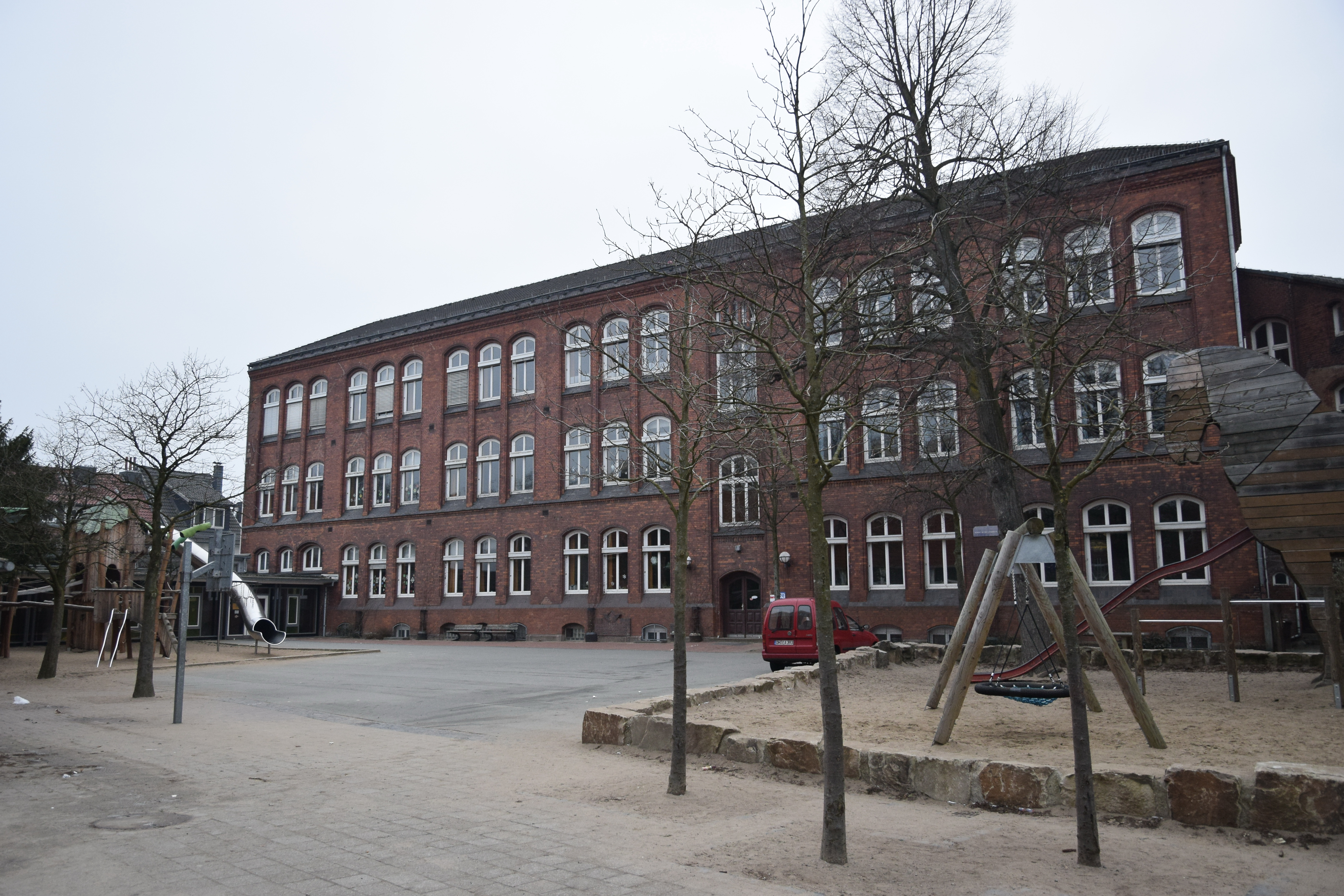
Hauptgebäude von hinten

An der Fassade des Hauptgebäudes ist der Wahlspruch „Denke, was wahr ist. Fühle, was schön ist. Wolle, was gut ist,“ ein Zitat, das Johann Gottfried Herder zugeschrieben wird, eingemeißelt.

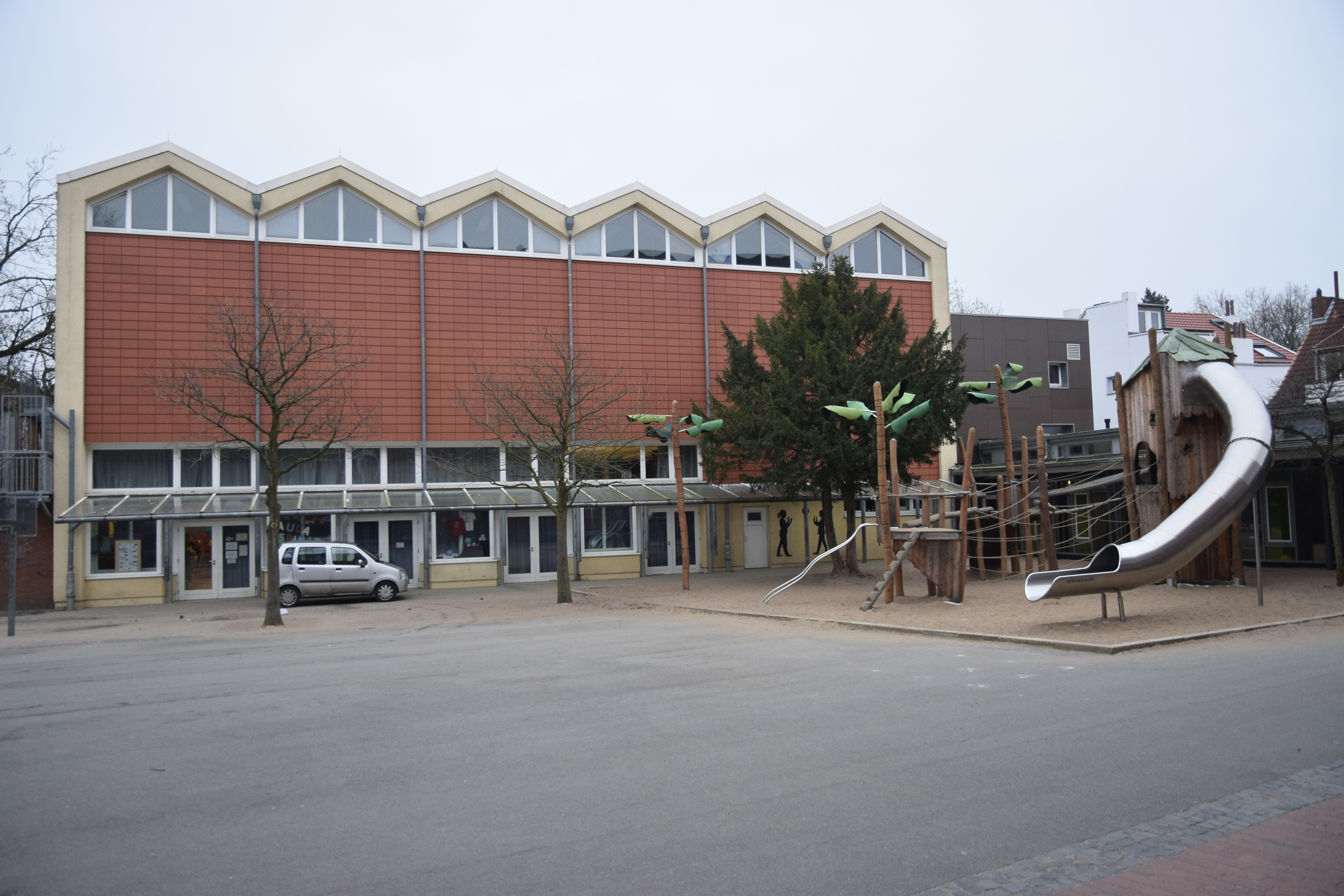
Aula und Turnhalle

Der Schulhof ist zweigeteilt, auf dem großen Schulhof, angebaut an einen Luftschutzbunker, steht ein Spielgerüst mit Rutsche in Form eines trojanischen Pferdes, was das Logo der Schule prägt. Das Pferd ist eine Skulptur des Künstlers Wolfgang Zach. Der Bunker trennt die Schulhöfe. Direkt angrenzend befindet sich eine Kindertagesstätte.

## Unterricht und Arbeitsgemeinschaften
In jeder Jahrgangsstufe der Klassen 1 bis 4 gibt es drei Parallelklassen.
In der außerschulischen Zeit können die Kinder und Jugendlichen an mehreren Arbeitsgemeinschaften teilnehmen, darunter: Samba-Tanz, eine Zeitungs-AG, Sport und englische Sprache.